# Леонтий Бенингсен
Леонтий Леонтиевич Бенингсен, по рождение Левин Август Готлийб Теофил фон Бенингзен (на руски: Леонтий Леонтьевич Беннигсен; на немски: Levin August Gottlieb Theophil, Graff fon Bennigsen, 10 февруари 1741 – 3 октомври 1826) е немски граф, генерал от кавалерията на служба в руската армия. Прочува се в битката при Пройсиш-Ейлау – първото голямо сражение, което Наполеон I не успява да спечели.
Произхождащ от древен баронски род от Хановер, Левин Август е син на барон Левин Фридрих фон Бенингсен и на съпругата му Хенриете Мария фон Раухаупт. През 1755 г. 10-годишният Бенингсен постъпва като паж в Хановерския двор, а на 14-годишна възраст постъпва в Хановерската пехота и участва в последните кампании от Седемгодишната война.
През 1773 г., вече подполковник, Левин Август напуска Хановерската армия и постъпва на служба в армията на Русия, която по онова време е във война с Османската империя. В Русия получава званието премиер-майор във Вятския мускетарски полк. През 1774 г. се сражава срещу турците в редовете на армията на генерал Румянцев, а през 1787 г. получава званието полковник и е назначен за командир на 11 изюмски лекокавалерийски полк. С него участва в кампаниите от 1789 и 1790 г. и се отличава в боевете при Очаков и при Бендер, с което си спечелва званието бригадир. През 1792 г. взима участие в смазването на въстанието на Косцюшко в Полша, както и в Руско-персийската война от 1796 г. През 1794 г. получава орден „Св. Георги“ 3-та степен, имение в Минска губерния и званието майор-генерал за заслугите си в кампаниите в чужбина.
При император Павел I Бенингсен попада в немилост заради връзките си с Платон Зубов и подава оставка. Известно е, че взима активно участие в заговора срещу Павел I, но ролята му в убийството на императора през нощта на 12 март 1801 г. е обект на спорове сред историците. Още на 15 март е възстановен на служба, а през юли 1801 г.е повишен в чин генерал от кавалерията и заема военно-административна длъжност във Вилно.
През 1805 г. командва една от руските армии, изпратени на помощ на Австрия срещу Наполеон I, но не взима пряко участие в бойните действия. През 1806 г. Бенингсен командва отделен корпус, с който нанася поражение на французите при Пултуск, заради което получава орден „Св. Георги“ 2-ра степен. През 1807 г. е назначен за главнокомандващ на мястото на граф Михаил Каменски и на 26 януари в кръвопролитно сражение при Пройсиш-Ейлау (дн. Багратионовск, Калининградска област) Бенингсен спира напора на френските войски, командвани лично от Наполеон I Бонапарт. Победата му донася орден „Св. Андрей Първозвани“ и пожизнена пенсия от 12 хиляди рубли годишно. Пак през 1806 г. Бенингсен разбива войските на маршал Ней при Гудщат и дава отпор на Наполеон I в битката при Хайлсберг, но на 14 юни 1807 г. войските на Бенингсен са разбити при Фридланд. Загубата при Фридланд става повод за подписването на Тилзитския мир между Франция и Русия и оттеглянето на последната от войната на Четвъртата коалиция. Критикуван заради грешките, допуснати при Фридланд, и обвиняван за разложението на дисциплината в руската армия, Бенингсен подава остава и е уволнен „по болест“.
Генерал Бенингсен се завръща на служба в руската армия на 27 април 1812 г. и заема няколко важни служби в командването. По време на Отечествената война от 1812 г. Бенингсен участва в битката при Бородино, за което е награден с орден „Св. Владимир“. След битката при Бородино Бенингсен отстоява необходимостта от ново генерално сражение срещу французите пред стените на Москва, за което не получава подкрепа. На 18 октомври 1812 г. частите на Бенингсен разбиват тези на Мюра в битката при Туратино, в която самият Бенингсен е ранен в крака. Различията, възникнали между него и Кутузов, стават причина Бенингсен да се оттегли от активна военна служба.
Бенингсен отново е призован в редовете на армията едва след смъртта на Кутузов и през 1813 г. е назначен за комнадващ резервните войски в Полша. В края на септември 1813 г. Бенингсен нахлува с полските си войски в Бохемия, където оказва подкрепа на руските войски срещу Наполеон и участва в битките при Бауцен и Лютцен. На 1 октомври 1813 г., след като се съединява с останалите руски войски при Лайпциг, разбива войските на маршал Сен Сир край Дрезден, а на 6 и 7 октомври частите му вземат участие в битката при Лайпциг, поради което е удостоен от руския император с графско достойнство. По-нататък войските на Бенингсен продължават да се сражават срещу силите на маршал Даву в Северна Германия, като успяват да превземат Торгау, Витенберг, Магдебург, и в продължение на година обсаждат Хамбург (1813 – 1814). След сключването на Парижкия мирен договор от 1814 г. Бенингсен е награден с най-голямото държавно отличие на Русия – орден „Св. Георги“ 1-ва степен.
След края на войната Бенингсен остава на военна служба до 1818 г., когато се оттегля окончателно и се установява във фамилните си владения в Бантелн, близо до Хилдесхайм, Хановер. Към края на живота си граф Бенингсен губи напълно зрението си.
Умира на 81-годишна възраст на 3 декември 1826 г. Неговият син Александър фон Бенингсен става премиер-министър на Хановер.